# Columbus (Kentucky)
Columbus es una ciudad ubicada en el condado de Hickman en el estado estadounidense de Kentucky. En el Censo de 2010 tenía una población de 170 habitantes y una densidad poblacional de 205,76 personas por km².

## Geografía
Columbus se encuentra ubicada en las coordenadas 36°45′35″N 89°6′7″O / 36.75972, -89.10194. Según la Oficina del Censo de los Estados Unidos, Columbus tiene una superficie total de 0.83 km², de la cual 0.82 km² corresponden a tierra firme y (0.31%) 0 km² es agua.

## Demografía
Según el censo de 2010, había 170 personas residiendo en Columbus. La densidad de población era de 205,76 hab./km². De los 170 habitantes, Columbus estaba compuesto por el 75.29% blancos, el 15.29% eran afroamericanos, el 0.59% eran amerindios, el 0% eran asiáticos, el 0% eran isleños del Pacífico, el 0% eran de otras razas y el 8.82% pertenecían a dos o más razas. Del total de la población el 1.76% eran hispanos o latinos de cualquier raza.